# 李瑀 (建文进士)
李瑀，福建建宁府瓯宁县人，明朝政治人物、進士出身。

## 生平
建文元年（1399年）己卯科福建鄉試舉人。建文二年（1400年），联捷庚辰科進士，授石康县知县。